# Toronto Maple Leafs 2008/2009
Sezóna 2008/2009 byla 91. sezonou ( 81. sezónou pod současným názvem ) Toronta Maple Leafs v NHL. Obsadilo ve Východní konferenci 12. místo a do play-off se už počtvrté za sebou neprobojovalo.
|                     | Z  | V  | P  | PP | VG  | OG  | B  |
| ------------------- | -- | -- | -- | -- | --- | --- | -- |
| Toronto Maple Leafs | 82 | 34 | 35 | 13 | 250 | 293 | 81 |

## Před sezónou
- Novým hlavním trenérem se stal Ron Wilson.
- Hráči, kterým skončila smlouva: Mats Sundin, Darcy Tucker, Andrew Raycroft, Kyle Wellwood, Scott Clemmensen, Andy Wozniewski 	.
- Hráči, kteří podepsali smlouvu s Torontem: Curtis Joseph (1 rok), Jeff Finger (4 roky), Niklas Hagman (4 roky).
- Ze St. Louis přišel útočník Jamal Mayers.
- Z Montrealu přišel Michail Graboskij výměnou za Grega Pateryna.
- Z New Yorku Rangers přišel Ryan Hollweg.
- Z Floridy přišel Mike Van Ryn výměnou za Bryana McCabeho.

## Statistiky hráčů
| hráč                 |            |   | Z  | G  | A  | B  | TM |                                   |
| -------------------- | ---------- | - | -- | -- | -- | -- | -- | --------------------------------- |
| Jason Blake          | USA        | Ú | 78 | 25 | 38 | 63 | 40 |                                   |
| Alexej Ponikarovskij | Ukrajina   | Ú | 82 | 23 | 38 | 61 | 38 |                                   |
| Matthew Stajan       | Kanada     | Ú | 76 | 15 | 40 | 55 | 54 |                                   |
| Michail Graboskij    | Rusko      | Ú | 78 | 20 | 28 | 48 | 92 |                                   |
| Nikolaj Antropov     | Kazachstán | Ú | 63 | 21 | 25 | 46 | 24 | 4. března odešel do N.Y Rangers   |
| Niklas Hagman        | Finsko     | Ú | 65 | 22 | 20 | 42 | 4  |                                   |
| Dominic Moore        | Kanada     | Ú | 63 | 12 | 29 | 41 | 69 | 4. března odešel do Buffala       |
| Pavel Kubina         | Česko      | O | 82 | 14 | 26 | 40 | 94 |                                   |
| Nikolaj Kulemin      | Rusko      | Ú | 73 | 15 | 16 | 31 | 18 |                                   |
| Lee Stempniak        | USA        | Ú | 61 | 11 | 20 | 31 | 31 | 24. listopadu přišel ze St. Louis |
| Tomáš Kaberle        | Česko      | O | 57 | 4  | 27 | 31 | 8  |                                   |
| John Mitchell        | Kanada     | Ú | 76 | 12 | 17 | 29 | 33 |                                   |
| Ian White            | Rusko      | O | 71 | 10 | 16 | 26 | 57 |                                   |
| Jeff Finger          | USA        | O | 66 | 6  | 17 | 23 | 43 |                                   |
| Jamal Mayers         | Kanada     | Ú | 71 | 7  | 9  | 16 | 82 |                                   |
| Luke Shenn           | Rusko      | O | 70 | 2  | 12 | 14 | 71 |                                   |
| Anton Strålman       | Švédsko    | O | 38 | 1  | 12 | 13 | 20 |                                   |
| Boyd Devereaux       | Kanada     | Ú | 23 | 6  | 5  | 11 | 2  |                                   |
| Mike Van Ryn         | Kanada     | O | 27 | 3  | 8  | 11 | 14 |                                   |
| Jeremy Williams      | Kanada     | Ú | 11 | 5  | 2  | 7  | 2  |                                   |
| Jonas Frögren        | Švédsko    | O | 41 | 1  | 6  | 7  | 28 |                                   |
| Jeff Hamilton        | USA        | Ú | 15 | 3  | 3  | 6  | 4  |                                   |
| Alexander Steen      | Kanada     | Ú | 20 | 2  | 2  | 4  | 6  | 24. listopadu odešel do St. Louis |
| Jiří Tlustý          | Česko      | Ú | 14 | 0  | 4  | 4  | 0  |                                   |
| Christian Hanson     | USA        | Ú | 5  | 1  | 1  | 2  | 2  |                                   |
| Phil Oreskovic       | Kanada     | O | 10 | 1  | 1  | 2  | 21 |                                   |
| Brad May             | Kanada     | Ú | 38 | 1  | 1  | 2  | 61 | 7. ledna přišel z Anaheimu        |
| Jaime Sifers         | USA        | O | 23 | 0  | 2  | 2  | 18 |                                   |
| Ryan Hollweg         | USA        | Ú | 25 | 0  | 2  | 2  | 38 |                                   |
| Tim Stapleton        | Kanada     | Ú | 4  | 1  | 0  | 1  | 0  |                                   |
| Jay Harrison         | Kanada     | O | 7  | 0  | 1  | 1  | 10 |                                   |
| Carlo Colaiacovo     | Kanada     | O | 10 | 0  | 1  | 1  | 6  | 24. listopadu odešel do St. Louis |
| Andre Deveaux        | Bahamy     | Ú | 21 | 0  | 1  | 1  | 75 |                                   |
| Kris Newbury         | Kanada     | Ú | 1  | 0  | 0  | 0  | 2  |                                   |
| Ben Ondrus           | Kanada     | Ú | 11 | 0  | 0  | 0  | 34 |                                   |

### brankáři
| hráč          |           | Z  | V  | nuly | %     |
| ------------- | --------- | -- | -- | ---- | ----- |
| Vesa Toskala  | Finsko    | 53 | 22 | 1    | 89,06 |
| Curtis Joseph | Kanada    | 21 | 5  | 0    | 86,95 |
| Martin Gerber | Švýcarsko | 12 | 6  | 0    | 90,55 |
| Justin Pogge  | Kanada    | 7  | 1  | 0    | 84,39 |